# Niegowa
Niegowa is een dorp in het Poolse woiwodschap Silezië, in het district Myszkowski. De plaats maakt deel uit van de gemeente Niegowa.